# Пьяцца-дель-Дуомо (Флоренция)
Пьяцца-дель-Дуомо (англ. Piazza del Duomo), площадь Дуомо или Соборная площадь — площадь в историческом центре Флоренции, Италия, одно из самых посещаемых мест Европы и мира. Здесь находится множество памятников архитектуры, в том числе собор Санта-Мария-дель-Фьоре, кампанила Джотто и баптистерий Сан-Джованни. Западная часть площади носит название «площадь Сан-Джованни».

## История
Пьяцца-дель-Дуомо стала настоящим сердцем города после постройки на ней в XIII веке колокольни Джотто и собора Санта-Мария-дель-Фьоре (его венчает крупнейший в мире купол из кирпичной кладки на известковом растворе диаметром 45,52 м). Постройка этих сооружений дала толчок развитию и распространению архитектуры Ренессанса.

## Здания
- Собор Санта-Мария-дель-Фьоре или Дуомо — четвёртая по размерам церковь в Европе (длина 153 м, высота 116 м).
- Кампанила Джотто — стоящая отдельно от собора и баптистерия колокольня, один из ярчайших примеров готической архитектуры Флоренции. Спроектированная великим мастером Возрождения Джотто ди Бондоне, она богато украшена различными скульптурными элементами и полихромной мраморной инкрустацией.
- Баптистерий Сан-Джованни — одно из старейших зданий в городе, находится у входа в собор. Построен между 1059 и 1128 годами в романском стиле.
- Музей Опера-дель-Дуомо располагает коллекцией произведений искусства, включающей работы Микеланджело, Донателло, Лоренцо Гиберти, Лука делла Робиа, Арнольфо ди Камбио и других. Некоторые из экспонатов ранее находились в соборе.
- Лоджия дель Бигалло[англ.]
- Братство милосердия[итал.]
- Палаццо Каноничи[итал.]
- Палаццо Строцци ди Мантова[итал.]
- Музей Торрини[итал.]
- Палаццо Арчивесковиле[итал.]
- Башня Мариньолли[итал.]
- Опера Сан-Джованни[итал.]

Фасад собора Санта-Мария-дель-Фьоре
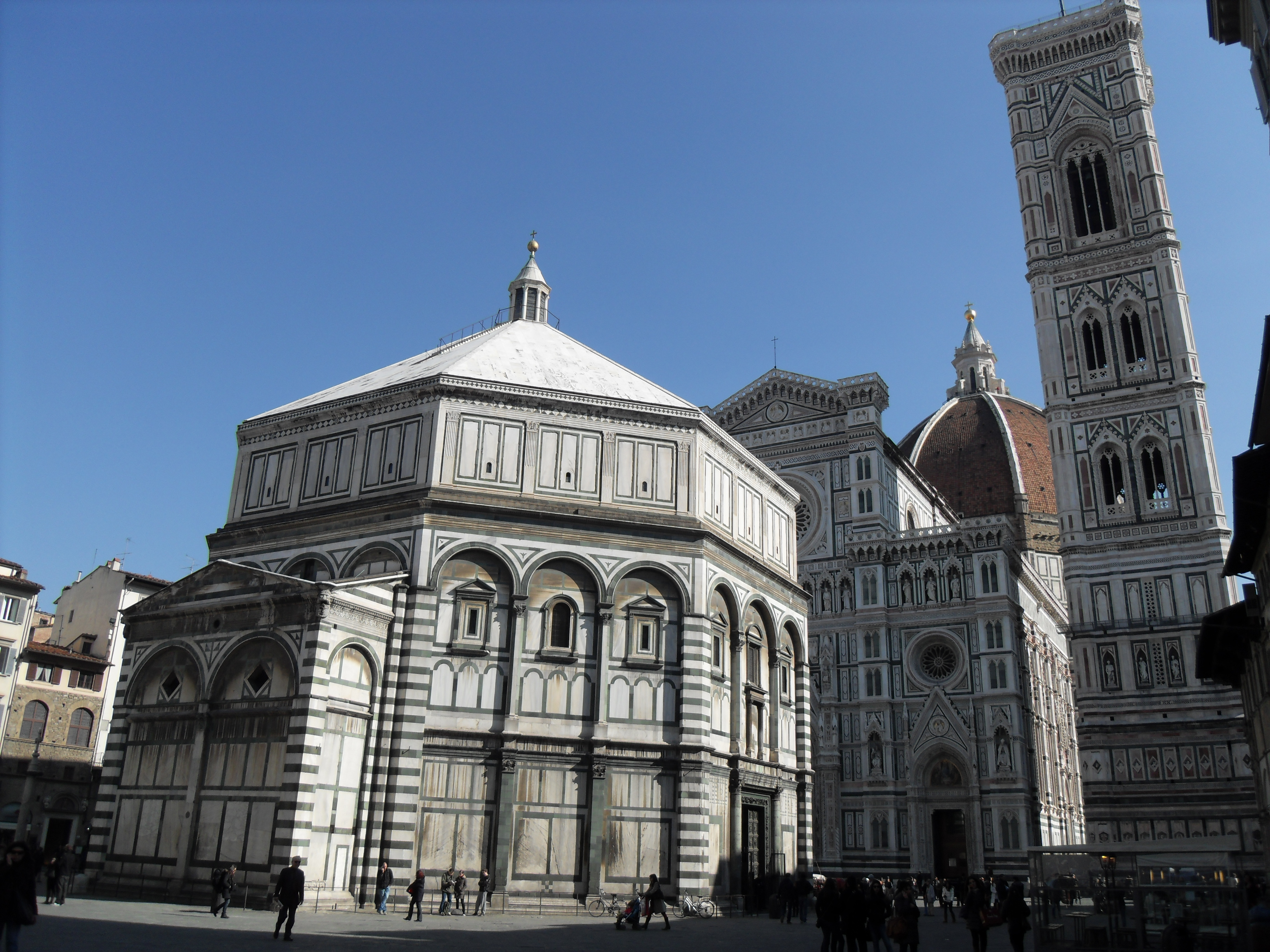
Баптистерий Сан-Джованни и кампанила Джотто
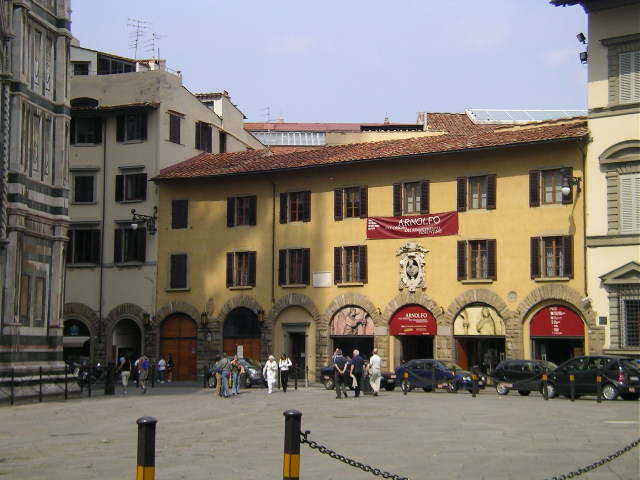
Музей Опера-дель-Дуомо
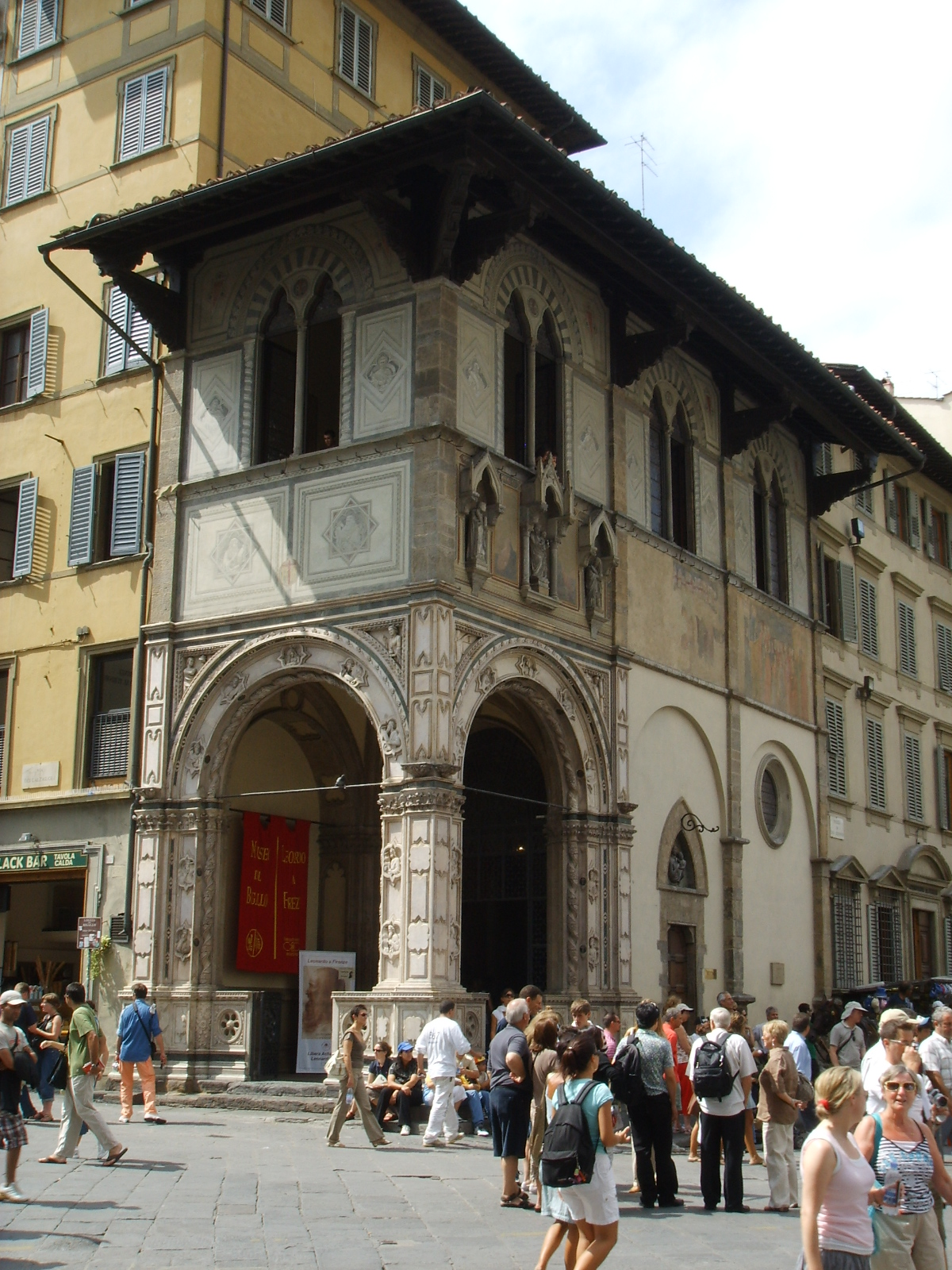
Лоджия дель Бигалло[англ.]
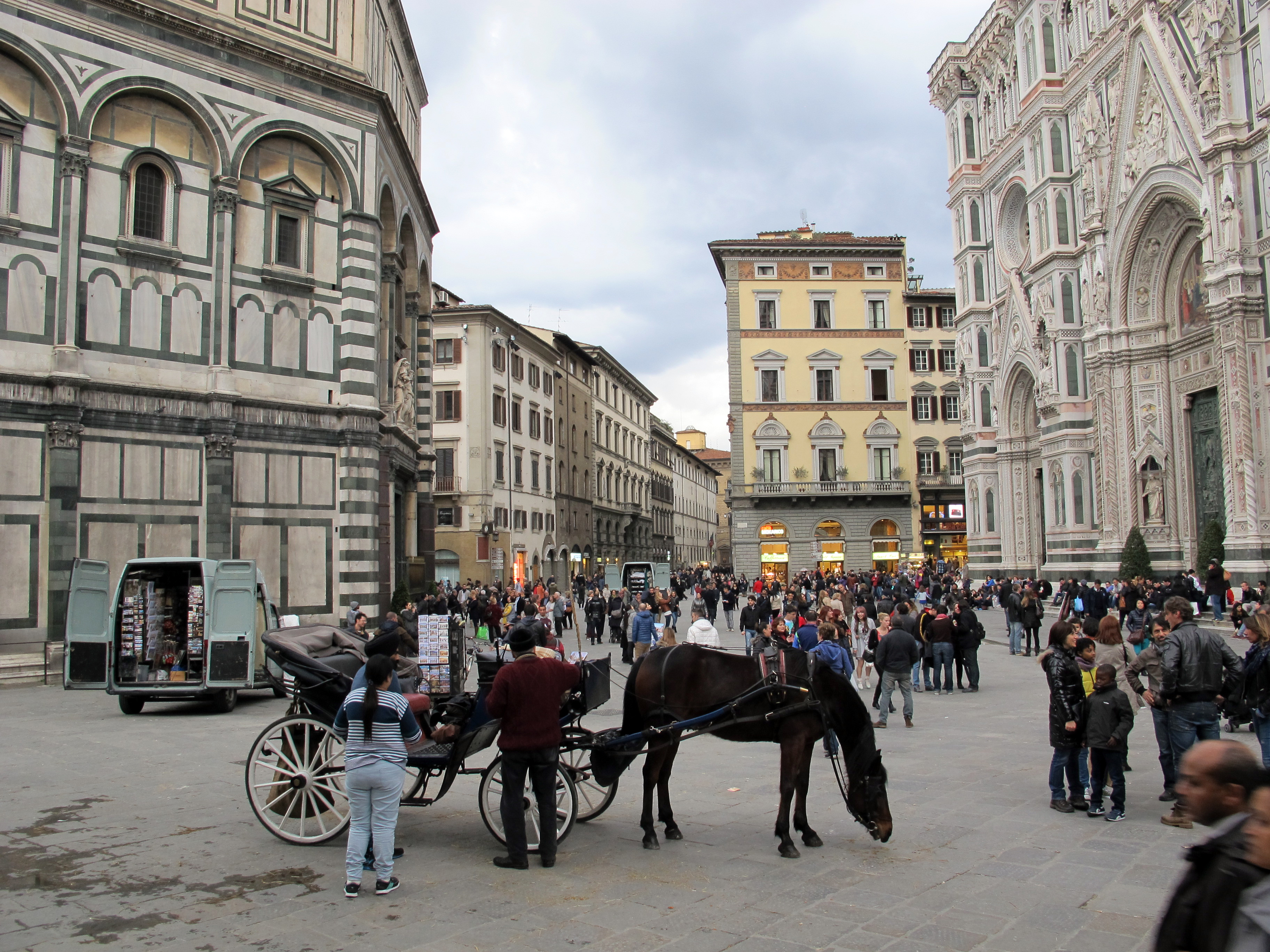
У входа в собор
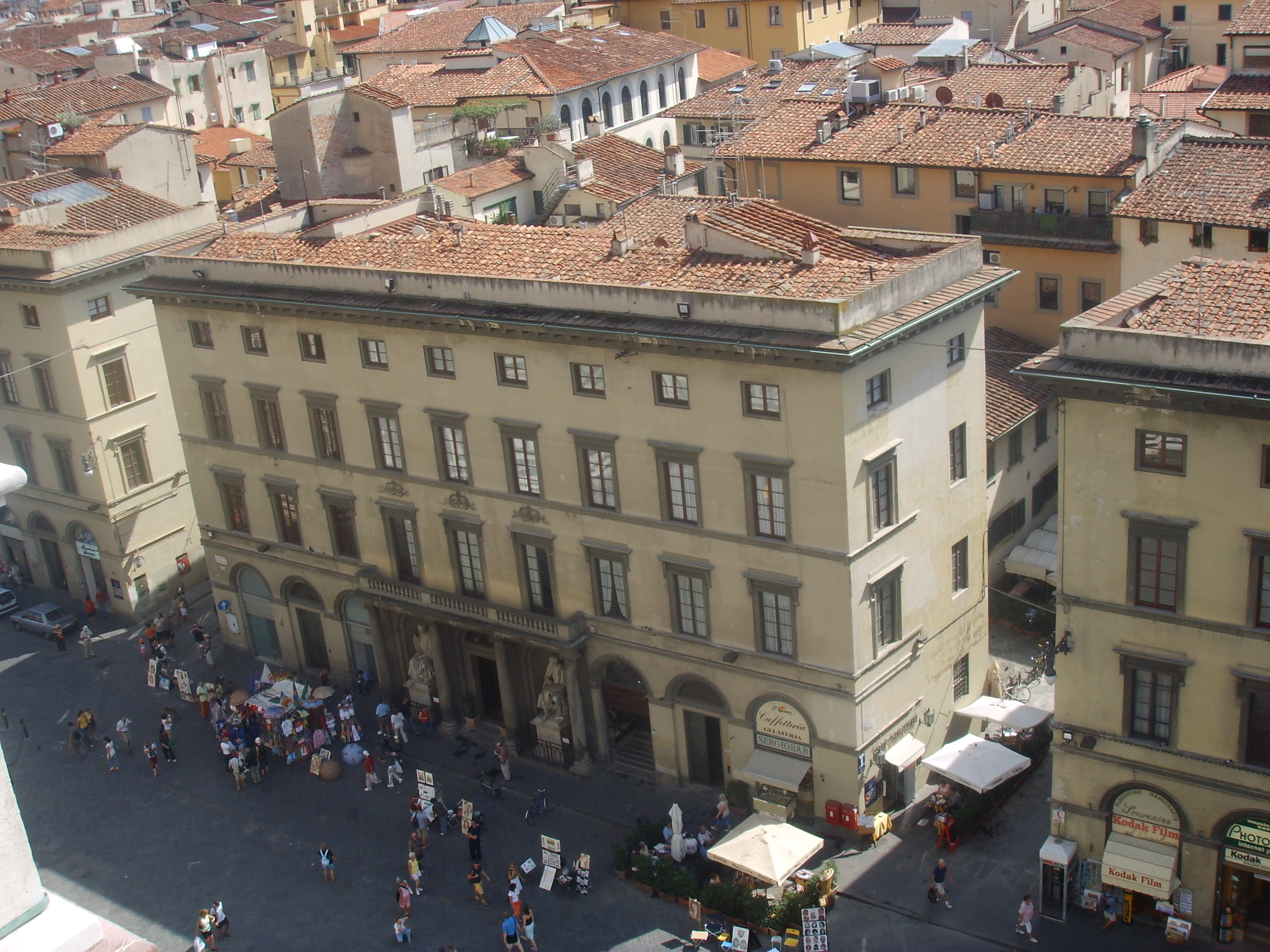
Палаццо Каноничи[итал.]
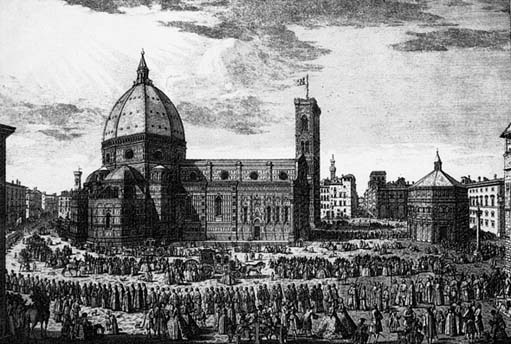
«Процессия на соборной площади», Ян ван дер Страт (около 1700 года)